# Expedice 73
Expedice 73 je sedmdesátá třetí dlouhodobá mise na Mezinárodní vesmírné stanici (ISS). Tvoří ji celkem sedm astronautů a kosmonautů. Tři z nich na stanici přiletěli v kosmické lodi Sojuz MS-27, zbylí čtyři v lodi Crew Dragon na misi SpaceX Crew-10 – ti však byli po zhruba polovině expedice vystřídáni posádkou SpaceX Crew-11. Expedice začala 19. dubna 2025 a potrvá nejméně půl roku.

## Posádka
Expedice 73 začala 19. dubna 2025 ve 21:55:33 UTC (23:55:33 SELČ), v okamžiku odpojení kosmické lodi Sojuz MS-26 od ISS. Stanici v Sojuzu opustili ruští kosmonuati Alexej Ovčinin a Ivan Vagner a americký astronaut Donald Pettit, kteří tam ve stejné lodi přiletěli 11. září 2024 a přes půl roku byli členy Expedice 72. Ta okamžikem jejich odletu skončila.
Ovčinin den před opuštěním stanice, 18. dubna 2025 kolem 18:40 UTC, předal svou funkci velitele ISS japonskému astronautovi Takujovi Ónišimi, jenž se tak stal třetím Japoncem v historii, který se postavil do čela týmu na ISS. Ovčinin se velitelem stal 7. března 2025 v 18:55 UTC, kdy převzal symbolický klíč od stanice z rukou astronautky Sunity Williamsové, která stanici velela po většinu Expedice 72. 
Kromě Ónišiho bylo při zahájení expedice na palubě ISS dalších 6 lidí. Z nich tři přiletěli na stanici spolu s ním v kosmické lodi SpaceX Crew-10 už 16. března 2025 – Američanky Anne McClainová a Nichole Ayersová s Rusem Kirillem Peskovem. Druhou trojici tvořili ruští kosmonauti Sergej Ryžikov a Alexej Zubrickij a americký astronaut Jonathan Kim, kteří 8. dubna 2025 přiletěli v Sojuzu MS-27 vystřídat Ovčinina a jeho dva kolegy. 

### Výměny před zahájením Expedice 74
Do Expedice 72 platil po několik let model, že každých zhruba 6, v období kolem konce jedné a začátku další expedice, postupně přiletěly jedna loď Crew Dragon a jeden Sojuz a odletělo po jedné lodi obou typů se členy končící expedice. Nově příchozí tak několik dnů až týdnů byli na palubě ISS během předchozí nebo následující expedice, ale formálně nebyli jejmi členy.
Tento model však s příchodem Expedice 73 doznal změn, protože ruská agentura Roskosmos z ekonomických důvodů po dohodě s NASA a dalšími partnery ISS rozhodla o prodloužení jednotlivých letů Sojuzů na zhruba 7 až 9 měsíců, čímž během dvou roků „ušetří” jednu ze čtyř kosmických lodí. Proto Roskosmos při startu Sojuzu MS-27 oznámil, že let potrvá 245 dní, tedy do 9. prosince 2025.
NASA na svém webu uvedla, že Expedice 73 skončí v listopadu 2025, a také že posádka SpaceX Crew-11 na ke stanici odstartuje „nejdříve v červenci 2025”. Z toho plyne, že k výměně čtyřčlenné části posádky dojde několik měsíců před koncem expedice, takže nově příchozí čtveřice astronautů, která vystřídá posádku velitelky McClainové, na palubě ISS stráví zhruba čtvrtinu nebo třetinu Expedice 73 (2 až 3 měsíce) a po ní zhruba polovinu Expedice 74 (asi 4 měsíce). V minulosti v podobných případech byli astronauti uváděni jako členové obou takových expedic. 
Platilo tedy, že (nejdříve) 31. července 2025 odstartuje a o 2 dny později přiletí mise SpaceX Crew-11, kterou budou tvořit Američané Zena Cardmanová a Michael Fincke, japonský astronaut Kimija Jui a ruský kosmonaut Oleg Platonov, a krátce poté – podle prvních plánů 6. srpna – se Anne McClainová se svou posádkou v lodi SpaceX Crew-10 vrátí na Zemi. Ve skutečnosti Crew-11 na stanici přiletěla 2. srpna a 8. srpna 2025 odletěla Crew-10 včetně Ónišiho, který již 5. srpna předal symbolický klíč od stanice a s ním i velení Sergeri Ryžikovovi. Ten expedici povede až do jejího konce v prosinci 2025.
Krátce předtím, 27. listopadu 2025, dorazí Sojuz MS-28, na jehož palubě budou ruští kosmonauti Sergej Kuď-Sverčkov, Sergej Mikajev a americký astronaut Christopher Williams a vystřídají Ryžikovovu posádku Sojuzu MS-27, s jejímž odletem zpět na Zemi Expedice 73 skončí. 

### Návštěvní mise
V červnu 2025 podle plánu, byť po opakovaných několikadenních odkladech, na stanici dorazila soukromá mise z programu privátních letů PAM. Posádku mise Axiom Mission 4, vyslané na dva týdny společností Axiom Space, tvořili zkušená americká astronautka Peggy Whitsonová a 3 privátní astronauti, Šubanšu Šukla z Indie, Sławosz Uznański-Wiśniewski z Polska a Tibor Kapu z Maďarska. Na stanici pobývali do 14. července 2025.

### Vývoj obsazení
Vývoj obsazení ISS během Expedice 73 shrnuje následující tabulka:
| kosmonaut/astronaut         | loď         | 19. dubna – 2. srpna 2025          | 2. – 8. srpna | 8. srpna – 27. listopadu (plán) | 27. listopadu – 9. prosince (plán) |
| --------------------------- | ----------- | ---------------------------------- | ------------- | ------------------------------- | ---------------------------------- |
| Anne McClainová (2)         | Crew-10     |                                    |               |                                 |                                    |
| Nichole Ayersová (1)        | Crew-10     |                                    |               |                                 |                                    |
| Takuja Óniši (2)            | Crew-10     | velitel ISS                        | velitel ISS   |                                 |                                    |
| Kirill Peskov (1)           | Crew-10     |                                    |               |                                 |                                    |
| Sergej Ryžikov (3)          | Sojuz MS-27 |                                    |               | velitel ISS                     | velitel ISS                        |
| Sergej Mikajev (1)          | Sojuz MS-27 |                                    |               |                                 |                                    |
| Jonathan Kim (1)            | Sojuz MS-27 |                                    |               |                                 |                                    |
| Zena Cardmanová (1)         | Crew-11     |                                    |               |                                 |                                    |
| Michael Fincke (4)          | Crew-11     |                                    |               |                                 |                                    |
| Kimija Jui (2)              | Crew-11     |                                    |               |                                 |                                    |
| Oleg Platonov (1)           | Crew-11     |                                    |               |                                 |                                    |
| Sergej Kuď-Sverčkov (2)     | Sojuz MS-28 |                                    |               |                                 |                                    |
| Sergej Mikajev (1)          | Sojuz MS-28 |                                    |               |                                 |                                    |
| Christopher Williams (1)    | Sojuz MS-28 |                                    |               |                                 |                                    |
|                             |             |                                    |               |                                 |                                    |
| Peggy Whitsonová            | Ax-4        | 《26. června – 14. července 2025》 |               |                                 |                                    |
| Šubanšu Šukla               | Ax-4        | 《26. června – 14. července 2025》 |               |                                 |                                    |
| Sławosz Uznański-Wiśniewski | Ax-4        | 《26. června – 14. července 2025》 |               |                                 |                                    |
| Tibor Kapu                  | Ax-4        | 《26. června – 14. července 2025》 |               |                                 |                                    |

Legenda:
《 》 návštěvní mise Axiom Mission 4

## Průběh expedice
Na období expedice jsou naplánovány nejméně 2 výstupy do volného prostoru, po jednom na západním a na ruském segmentu ISS. Uskuteční se také několik plánovaných manévrů ke zvýšení dráhy ISS, která se jinak vlivem brzdění způsobovaného nepatrnými stopami atmosféry Země pomalu, ale setrvale snižuje. Občas stanice provede také manévr neplánovaný, úhybný, ale se vzdálila z dráhy, na které jí hrozí příliš blízký kontakt s tzv. vesmírným smetím, tedy zbytky z předchozích vesmírných letů, které nejčastěji tvoří části nefunkčních družic nebo druhé a vyšší stupně nosných raket.
První taková úprava dráhy stanice během nové expedice patřila k těm plánovaným. Progress MS-30 spustil své motory 24. dubna 2025 v 00:08 UTC, aby za 10 minut a 39,7 sekundy činnosti dodaly stanici rychlostní impuls 1,22 m/s, což střední hodnotu její dráhy zvýšilo o 2,1 km na 419 km.
Posádka si ale hned v prvních týdnech expedice v praxi vyzkoušela také úhybný manévr. Konkrétně šlo o zbytky čínské rakety Dlouhý pochod (Čchang-čeng) vypouštěné v roce 2005, které by bez změny dráhy stanice proletěly kolem ve vzdálenosti něco málo přes 600 metrů. Motory Progressu MS-30 připojeného na zádi stanice se proto zapálily 30. dubna ve 22:10 UTC, pracovaly 3 minuty a 33 sekund a navedly stanici do bezpečnější letové hladiny.
Obě Američanky na palubě, McClainová a Ayersová, vystoupily 1. května 2025 ze stanice, aby přesunuly na vhodnější místo komunikační anténu stanice pro kontakt s přilétajícími kosmickými loděmi. Provedly také přípravné montážní práce před instalací dalšího moderního solárního panelu iROSA, který na stanici doveze následující zásobovací mise. Celkem 275. výstup z ISS, a přitom teprve pátý ryze ženský výstup v historii, trval 5 hodin a 44 minut. Začal otevřením pokopu ve 13:05 UTC a skončil jeho uzavřením v 18:49 UTC. McClainová si svým třetím výstupem v kariéře zvýšila dobu pobytu ve volném prostoru na 18 hodin a 52 minut, Ayersová byla mimo stanici poprvé.
Kosmonauti Roskosmosu počátkem června 2025 provedli inspekce vnitřních povrchů přetlakového modulu na konci modulu Zvezda a utěsnili některé nové oblasti úniku vzduchu. NASA na základě toho 12. června 2025 odložila start a přílet čtyřčlenné komerční posádky Axiom Mission 4 na stanici, aby poskytla Roskosmosu dodatečný čas na vyhodnocení situace a určení, zda je nutné další řešení problému. Ruská agentura však už 13. června oznámila, že podle měření se po provedené opravě únik vzduchu z přechodové komory poprvé od jeho objevení v roce 2019 zcela zastavil. O den později to potvrdila i NASA a současně vyhlásila, že se start Ax-4 uskuteční nejdříve 19. června 2025. Ani tento plán ale dlouho nevydržel, protože NASA den před startem přidala další tři dny, aby „získala čas na další vyhodnocení provozu stanice po nedávných opravách v zadní části modulu Zvezda”, a již den po tomto vyhlášení s podobným vysvětlením ustoupila i z nového termínu 22. června.
Motory Progressu MS-30 se 19. června v 02:34 UTC plánovaně spustily na 3 minuty a 28,4 sekundy a vytvořily impuls 0,3 m/s. Ten ISS na její dráze kolem Země posunul o asi 520 metrů výše, na střední výšku 416,18 km nad zemským povrchem. O dalších 1,93 km – na 416,8 km– střední výšky dráhy stejný Progress stanici vytlačil zažehnutím motorů 16. července 2025 ve 14:45 UTC. A další zážeh v řadě – za dobu připojení Progressu MS-30 ke stanici už sedmý – začal 14. srpna 2025 v 04:28 UTC. Motory pracovaly 10 minut a 47,3 sekundy, stanici dodaly impuls 1 m/s a zvýšily tak střední výšku dráhy stanice o 1,7 km na 416,7 km.

## Připojené osobní a nákladní lodi, obsazení portů

### Porty ISS
ISS bud mít na začátku Expedice 73 celkem 12 portů umožňujících připojení jiného kosmického tělesa (kosmické lodě, případně dalšího modulu):
- přední port modulu Harmony (Harmony forward) – port na přídi stanice mířící ve směru letu

- horní port modulu Harmony (Harmony zenith) – port mířící směrem od Země

- spodní modulu Harmony (Harmony nadir) – port mířící směrem k Zemi

- spodní port modulu Unity (Unity nadir)

- spodní port Rassvet (Rassvet nadir)

- přední port modulu Pričal (Pričal forward)

- zadní port modulu Pričal (Pričal aft)

- pravý port modulu Pričal (Pričal starboard)

- levý port modulu Pričal (Pričal port)

- spodní port modulu Pričal (Pričal nadir)

- horní port modulu Poisk (Poisk nadir)

- zadní port modulu Zvezda (Zvezda aft) – port na zádi stanice mířící proti směru letu

První čtyři uvedené porty modulu Pričal prozatím nejsou určeny k běžnému provozu.

### Připojené kosmické lodi
Při zahájení Expedice 73 budou k ISS připojeny 2 osobní kosmické lodi (SpaceX Crew-10 a Sojuz MS-27) a 2 lodi nákladní (Progress MS-29 a Progress MS-30). Během jejího trvání se kromě již zmíněných 3 misí s posádkou (Axiom Mission 4, SpaceX Crew-11 a Sojuz MS-28) připojily nebo ještě připojí také další 4 nákladní lodi – SpaceX CRS-32 (start 21. dubna 2025), Progress MS-31 (start 3. července 2025), SpaceX CRS-33 (plánovaný start 21. srpna 2025), Progress MS-32 (plánovaný start 11. září 2025) a Cygnus NG-23 (v polovině září 2025).
Zajímavostí přitom je, že 12 dní před startem mise CRS-33 uvedla zástupkyně SpaceX, že loď zůstane u stanice alespoň do konce prosince, dokud neprovede všechny 4 až 5 zážehů pro zvýšení dráhy stanice, na něž bude připravena. Dodala také, že Cargo Dragon bude mít pro tento účel zhruba trojnásobou kapacitu než lodi Cygnus. Ty úpravy dráhy stanice opakovaně testovaly během několika svých posledních misí. Faktem přiom zůstává, že většinu takových operací dosud zajišťovaly kosmické lodi Progress připojené k zadnímu portu stanice (Zvezda aft).
Na počátku expedice se navíc předběžně počítalo s tím, že (nejdříve v září 2025) přiletí dvě zcela nové nákladní lodi, HTV-X1 japonské agentury JAXA a americký miniraketoplán Dream Chaser společnosti Sierra Space na testovacím letu DCC-1. U těchto lodí však stále pokračují přípravné a certifikační práce a jejich přílety byly naplánovány již na několik předchozích expedic, takže se očekával možný další skluz. A skutečně, během léta přišlo upřesnění, že HTV-X1 dorazí později na podzim, tedy nejdříve říjnu nebo dokonce v listopadu 2025. A o premiérovém letu Dream Chaseru se už ve výhledu programu expedice ani nemluví, takže je pravděpodobný jeho odklad až na období následující Expedice 74.
| port |        | Harmony forward | Harmony zenith  | Harmony nadir | Unity nadir  | Rassvet nadir | Poisk zenith   | Pričal nadir | Zvezda aft     |
| --- | ------ | --------------- | --------------- | ------------- | ------------ | ------------- | -------------- | ------------ | -------------- |
| | (stav) | SpaceX Crew-10  |                 |               |              | Sojuz MS-26   | Progress MS-29 | Sojuz MS-27  | Progress MS-30 |
| 19. dubna 2025                                                                                             | odlet  |                 |                 |               |              | Sojuz MS-26   |                |              |                |
| Konec Expedice 72 a začátek Expedice 73 – 19. dubna 2025 v 21:57:33 UTC (odpojení Sojuzu MS-26 od stanice) |        |                 |                 |               |              |               |                |              |                |
| | (stav) |                 |                 |               |              |               |                |              |                |
| 22. dubna 2025                                                                                             | přílet |                 | SpaceX CRS-32   |               |              |               |                |              |                |
| 23. května 2025                                                                                            | odlet  |                 | SpaceX CRS-32   |               |              |               |                |              |                |
| | (stav) |                 |                 |               |              |               |                |              |                |
| 26. června 2025                                                                                            | přílet |                 | Axiom Mission 4 |               |              |               |                |              |                |
| 1. července 2025                                                                                           | odlet  |                 |                 |               |              |               | Progress MS-29 |              |                |
| | (stav) |                 |                 |               |              |               |                |              |                |
| 5. července 2025                                                                                           | přílet |                 |                 |               |              |               | Progress MS-31 |              |                |
| 14. července 2025                                                                                          | odlet  |                 | Axiom Mission 4 |               |              |               |                |              |                |
| | (stav) |                 |                 |               |              |               |                |              |                |
| 2. srpna 2025                                                                                              | přílet |                 | SpaceX Crew-11  |               |              |               |                |              |                |
| 8. srpna 2025                                                                                              | odlet  | SpaceX Crew-10  |                 |               |              |               |                |              |                |
| SOUČASNOST                                                                                                 |        |                 | SpaceX Crew-11  |               |              |               | Progress MS-31 | Sojuz MS-27  | Progress MS-30 |
| | (stav) |                 |                 |               |              |               |                |              |                |
| 23. srpna 2025                                                                                             | přílet | SpaceX CRS-33   |                 |               |              |               |                |              |                |
| ~7. září 2025                                                                                              | odlet  |                 |                 |               |              |               |                |              | Progress MS-30 |
| | (stav) |                 |                 |               |              |               |                |              |                |
| 11. září 2025                                                                                              | přílet |                 |                 |               |              |               |                |              | Progress MS-32 |
| polovina září 2025                                                                                         | přílet |                 |                 |               | Cygnus NG-23 |               |                |              |                |
| říjen 2025 (nejdř.)                                                                                        | přílet |                 |                 | HTV-X1        |              |               |                |              |                |
| říjen nebo listopad 2025                                                                                   | přílet |                 |                 | HTV-X1        |              |               |                |              |                |
| | odlet  |                 |                 |               |              |               |                |              |                |
| listopad 2025 (nejdř.)                                                                                     | přílet |                 |                 | DCC Demo-1    |              |               |                |              |                |
| listopadu 2025 (nejdř.)                                                                                    | odlet  |                 |                 | DCC Demo-1    |              |               |                |              |                |
| 27. listopadu 2025                                                                                         | přílet |                 |                 |               |              | Sojuz MS-28   |                |              |                |
| 9. prosince 2025                                                                                           | odlet  |                 |                 |               |              |               |                | Sojuz MS-27  |                |
| Konec Expedice 73 a začátek Expedice 74 – 9. prosince 2025 (odpojení Sojuzu MS-27 od stanice)              |        |                 |                 |               |              |               |                |              |                |
| | (stav) | SpaceX CRS-33   | SpaceX Crew-11  |               | Cygnus NG-23 | Sojuz MS-28   | Progress MS-31 |              | Progress MS-32 |

Legenda:
← nebo → označuje směr přesunu lodi k jinému portu
kurzívou jsou uvedeny plánované události